# کایانو شیگه‌زانه
کایانو شیگه‌زانه (به ژاپنی: 萱野重実 kayano shigezane); ۱ ژانویهٔ ۱۶۷۵ – ۱۰ فوریهٔ ۱۷۰۲ یک سامورایی، شاعر هایکو در نیمه نخست دوره ادو اهل ژاپن از ملازمان خاندان آسانو در قلمروی آکو معروف به سانپی بود. او به علت خودکشی قبل از حمله چهل و هفت رونین به خانه کیرا شهرت دارد.
او پسر سوم کایانو شیگه‌توشی، از ملازمان اصلی هاتاموتو اوشیما یوشیناری بود. برادر او کایانو شیگه میچی نام داشت و او نیز در خدمت خاندان اوشیما بود.
خاندان کایانو از فرزندان خاندان میناموتو/خاندان گنجی بودند سپس از خاندان اصلی منشعب شده و خود را کایانو نامیدند. خاندان کایانو از دوره کاماکورا تا دوره سنگوکو یک خاندان قدرتمند و دارای قلمرو در روستای کایانو در ولایت ستسو (امروزه روستای کایانو در مینو، اوساکا) بودند. در دوره ادو، این خاندان به ملازمی خاندان اوشیما که به عنوان هاتاموتو در ولایت مینو خدمت می‌کردند درآمدند.
در سال ۱۶۷۵ پدر آسانو ناگانوری ارباب قلمروی آکو درگذشت و ناگانوری که فقط ۹ سال داشت رهبر خاندان آسانو شد. در همین سال بود که کایانو شیگه‌زانه متولد شد. در سال ۱۶۸۷ هنگامیکه کایانو شیگه‌زانه ۱۳ سال داشت به توصیه پدرش به ولایت هاریما قلمروی آکو رفت و ملازم آسانو ناگانوری شد. خاندان اوشیما و خاندا آسانو هر دو پیرو یاماگا سوکو (۱۶۲۲ – ۱۶۸۵) و برای مدت زمانی به یکدیگر نزدیک بودند.

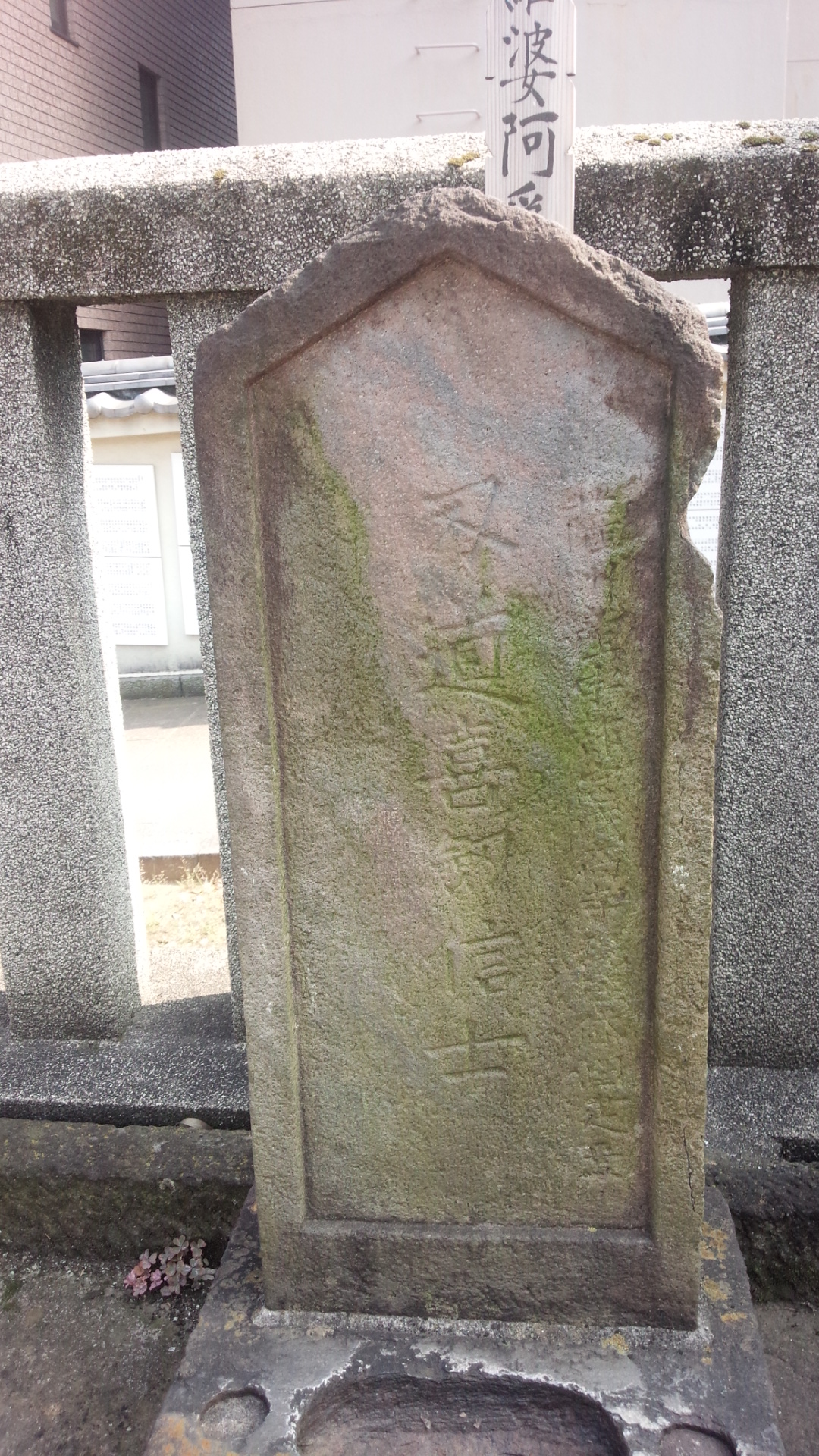
قبری که گفته می‌شود در معبد سنگاکو به کایانو شیگه‌زانه تعلق دارد.

با این حال، در روز چهاردهم از ماه چهارم ۱۷۰۱ (سال ۱۴ گنروکو)، حدود ساعت ۱۱:۰۰ صبح، ارباب آسانو ناگانوری در راهروی ماتسو نو اوروکا در قلعه ادو؛ کیرا یوشیناکا را با خنجر زخمی کرد. شیگه‌زانه در زمان این حادثه در ملک اربابی آسانو در ادو بود و از ماجرا مطلع شد، بعداز ظهر به همراه یک سامورایی دیگر هایامی میتسوتاکا ادو را ترک کردند و نخستین کسانی بودند که خبر این حادثه را به قلمروی آکو رساندند. سفر یک مسافر معمولی از شهر ادو تا قلمروی آکو ۱۷ روز طول می‌کشید و برای هیکیاکو (پست رسان‌ها) که ۸ روز طول می‌کشید، تنها در طی ۴ روز طی کردند. در طول راه، هنگام عبور از محل سکونت خاندان کایانو در امتداد سیگوکو کایدو در تاریخ ۱۸ مارس، اتفاقاً به مراسم تشییع جنازه مادر شیگه‌زانه برخوردند که در حالا انجام بود. مادر شیگه‌زانه یک روز قبل درگذشته بود. آنها قبل از طلوع خورشید در ۱۹ مارس به قلمروی آکو رسید. پس از آن با اُوایشی یُوشیئو و دیگر رونین‌های آکو پیمان اتحاد و پیروی بستند.
پس از واگذاری قلعه آکو در نوزدهم ماه چهارم سال ۱۷۰۱، شیگه‌زانه به خانه پدری اش بازگشت و از پدرش اجازه خواست که به ادو برود اما پدرش مخالفت کرد و مصرانه از وی خواست که به عنوان ملازم برای خاندان اوشیما کار کند. از آنجائیکه در این زمان خاندان اوشیما با خاندان کیرا که رونین‌ها قصد انتقام از آن را داشتند، روابط بسیار نزدیکی برقرار کرده بود، شیگه‌زانه که می‌بایست بین وفاداری به خاندان آسانو و دوستانش در قلمروی آکو یا پیروی و وفاداری به پدرش یکی را انتخاب می‌کرد و انتخاب هر کدام به معنای خیانت به دیگری بود، تحت فشار روانی قرار گرفت. او در طی نامه ای که به اُوایشی یُوشیئو نوشت قصد خود را برای انجام هاراکیری در روز چهاردهم از ماه اول سال ۱۷۰۲ را به اطلاع وی رساند و از اینکه نتوانسته به قولی که داده بود عمل کند عذرخواهی کرد. شیگه‌زانه در هنگام خودکشی ۲۸ سال داشت.
قبر او امروزه در معبد سنگاکو در توکیو در کنار قبر چهل و هفت رونین قرار دارد.